# Contrato de perro amarillo
Un contrato yellow dog o contrato de perro amarillo (en inglés yellow dog contract) es un contrato de trabajo que incluye el compromiso por parte del trabajador de no afiliarse a un sindicato. Estos contratos estaban ampliamente extendidos en Estados Unidos hasta los años 1930 para evitar la formación de sindicatos, y frecuentemente se daba en ellos potestad al empresario para emprender acciones contra los delegados sindicales. En 1932, los contratos de perro amarillo fueron abolidos en Estados Unidos por la Ley Norris-LaGuardia.

## Origen e historia
En los años 1870 en Estados Unidos se denominaba «infamous document» (documento infame) a un acuerdo escrito que contuviera el compromiso de no afiliarse a ningún sindicato. También se denominaba en inglés «iron clad pledge» (compromiso blindado), y desde entonces hasta el final del siglo XIX la cláusula que establecía el compromiso de no afiliarse se denominaba habitualmente «iron clad». Nueva York, en 1887, fue el primero de dieciséis estados que establecieron en sus estatutos la ilegalidad de forzar a los empleados a comprometerse a no afiliarse a sindicatos. El Congreso de los Estados Unidos incluyó en la Ley Erdman de 1898 una provisión acerca de los transportistas ocupados en el comercio interestatal.
Durante las últimas décadas del siglo XIX y las primeras del XX, el compromiso antisindicalista individual perdió importancia como instrumento de presión en las relaciones laborales. Los trabajadores habían dejado de sentirse moralmente vinculados a dicho compromiso y los delegados sindicales se mostraban indiferentes al mismo. A principios de los años 1900, era frecuente recurrir al compromiso antisindicalista individual en el sector de la minería de carbón y en el del comercio de metal, pero generalmente no era la pertenencia lo que estaba prohibido, sino la participación en las actividades sindicales esenciales sin la cual la mera pertenencia carece de valor.
En 1910, la Hermandad Internacional Unida de Trabajadores del Cuero para Bienes para Caballos tras una fallida conferencia con la Asociación Nacional de Manufactureros de Guarnicionería, anunció una huelga nacional en la industria guarnicionera por la jornada de 8 horas. La huelga fracasó, y muchos empresarios requirieron de promesas verbales o escritas por parte de los empleados de dejar el sindicato y permanecer fuera del mismo como condición previa para su readmisión.
En el juicio Adair contra Estados Unidos, el Tribunal Supremo de los Estados Unidos decidió por mayoría que la provisión de la Ley Erdman referente al despido, al forzar al empleador a aceptar o mantener los servicios de otra persona contra la voluntad del empleador, constituía una violación de la Quinta Enmienda a la Constitución, que establece que ninguna persona podrá ser privada de su libertad ni de su propiedad sin el debido proceso legal. El tribunal, sin embargo, procuró restringir la decisión a la provisión relativa al despido, y se cuidó de no expresar ninguna opinión acerca del resto del contenido de la ley, por lo que no se decidió sobre la sección de la Ley Erdman que criminalizaba la imposición a los trabajadores de firmar acuerdos antisindicales.
La expresión «yellow dog» (literalmente, «perro amarillo», aunque con el sentido figurado de «despreciable») empezó a difundirse en artículos y editoriales influyentes en el contexto de la prensa obrera en primavera de 1921. Un ejemplo es el siguiente comentario del editor del United Mine Workers' Journal:

This agreement has been well named. It is yellow dog for sure. It reduces to the level of a yellow dog any man that signs it, for he signs away every right he possesses under the Constitution and laws of the land and makes himself the truckling, helpless slave of the employer.
Este acuerdo está bien nombrado. Está claro que es un perro amarillo. Reduce al nivel de un perro amarillo a cualquiera que lo firme, pues renuncia con su firma a todo derecho que le pertenece bajo la Constitución y las leyes de la tierra y le convierte en el esclavo impotente y servil del empresario.